# Tiānxià dì yī lóu
Tiānxià dì yī lóu (cinese: 天下第一楼), Il miglior ristorante del mondo, è un'opera teatrale cinese, scritta da Hé Jìpíng (何冀平) e appartenente alla corrente teatrale realista del Lìshǐ fǎnsī (历史反思 "riflessione storica").
He Jiping ha terminato la stesura di Tiānxià dì yī lóu nel settembre del 1987 e l'opera è stata rappresentata per la prima volta nel maggio del 1988 al Teatro d'Arte del Popolo di Pechino (北京人民藝術劇院 Běijīng Rénmín Yìshù Jùyuàn).
Dopo una serie di rappresentazioni di successo nelle maggiori città cinesi, Tiānxià dì yī lóu è approdato anche in diversi paesi asiatici tra cui Giappone, Corea del Sud, Singapore e Malaysia.

In seguito, agli inizi degli anni 2000, è stato rappresentato con enorme successo anche a Taiwan e Hong Kong, città nella quale He Jiping si è trasferita alla fine degli anni ottanta.
L'opera, che narra la prosperità e la decadenza di un famoso negozio di anatre arrosto, si articola in tre atti ambientati a Pechino tra il 1917 e il 1928.

## Trama
Il primo atto è ambientato nel 1917 e si apre di mattina presto, quando il negozio di anatre arrosto «Fu Ju De» ha appena aperto i battenti e inizia le sue attività. Fin dalle primissime battute si delinea già quella che sarà il leit motiv di tutta l'opera: la vita quotidiana, di routine, di un famosissimo ristorante di Pechino.

Nel primo atto sono introdotti anche gli altri personaggi dell'opera: il fedelissimo capo cameriere Chan Gui che diventerà una vera e propria icona del ristorante e del suo successo; Wang Zixi, il vice-capo, lavoratore attento e scrupoloso che si assume molti degli oneri del ristorante; Ke Wu, signore agli ordini dell'imperatore, persona insolente e egocentrica ed il suo accompagnatore Xiu Dingxin, raffinato ed erudito; Luo Datou, il fornaio storico del ristorante, dal carattere brusco e scostante che nasconde però la sua fedeltà e dedizione di una vita alle sorti del ristorante. Nel primo atto fanno la loro comparsa anche i due fratelli Tang, figli del vecchio proprietario, che ha ereditato dal nonno l'antica attività commerciale: i due fratelli non mostrano il minimo interesse per il ristorante assorbiti come sono l'uno dagli impegni teatrali, l'altro dalle arti marziali; questo ferisce profondamente il vecchio e anziano padre, Tang Deyuan, figlio del fondatore del «Fu Ju De» e proprietario del ristorante, che morirà alla fine del primo atto pronunciando, in punto di morte il nome di colui che, secondo la sua volontà, deve succedergli nella gestione: Lu Mengshi.

Lu Mengshi diventa il protagonista dal secondo atto. Divenuto gestore del ristorante «Fu Ju De», lo riporta ai vecchi fasti, aumentandone i guadagni e contribuendo alla diffusione della sua fama; Xiu Dingxin invece, caduto in disgrazia, è costretto ad accettare un lavoro come portiere del ristorante.

Il terzo atto, ambientato nel 1928, si apre con lo scambio dei regali per il capodanno e con il riavvio dell'ordinaria routine commerciale; in questa parte appare anche l'unico personaggio femminile dell'opera: Yu Chunr (il cui nome sarà cambiato in Feng Yi nella messa in scena teatrale).

La routine fatta di andirivieni di clienti, discussioni tra commessi e esplosioni di rabbia di Luo Datou, si spezza tragicamente quando i due fratelli Tang saranno costretti a farsi carico della situazione dopo la morte di Chang Gui prima e l'arresto di Lu Mengshi per detenzione d'oppio.

## Personaggi
Lu Mengshi è modellato dall'autrice come un personaggio ideale. Lu è un commerciante astuto che ha tante splendide qualità. Ha un modo di fare impeccabile, tratta i clienti come dei, è pieno di considerazione per i lavoratori del ristorante, presta attenzione alla qualità della cucina, architetta mille stratagemmi per mantenere alta la fama del locale, perfino moderne strategie di management. Ha una perfetta conoscenza della “guerra della concorrenza” ed è abile nel distinguere gli affetti dalle persone di cui servirsi. Quando il figlio del cameriere Chang Gui si ammala, senza dire una parola gli invia dei soldi, e questo non solo gli procura la commossa gratitudine di Chang Gui, ma anche la sua totale fedeltà.

Xiu Dingxin, che nelle prime battute dell'opera appare come il raffinato accompagnatore di un cliente importante, in seguito, ridottosi sul lastrico, diventa il portiere del ristorante: la nuova, modesta collocazione sociale infligge un duro colpo al suo amor proprio e gli fa sembrare sprecate la sua erudizione e raffinatezza. Lu Mengshi, accogliendolo nel suo ristorante e mostrandogli stima sincera, conquista anche la sua gratitudine.
I provvedimenti diplomatici di Lu Mengshi nell'amministrazione del ristorante aumentano la coesione interna tra i suoi impiegati.
All'inizio, quando assume la funzione di capo del «Fu Ju De», il locale versa in una cattiva situazione, ma dopo tanti anni di duro lavoro, Lu non solo restituisce fama e prosperità economica al locale, ma annette anche il ristorante concorrente «Quan Ying De».
Per Lu Mengshi il lavoro nel ristorante diventa anche occasione di riscatto sociale. Suo padre era stato ingiustamente accusato di furto, ed essendo un semplice cameriere, non aveva potuto difendersi dalle accuse ed era morto per l'umiliazione subita. Lu Mengshi vuole cambiare una volta per tutte il disprezzo della società nei riguardi di chi lavora nei ristoranti: vuole che essi abbiano il diritto alla rispettabilità, ritiene che: “se siamo i primi a rispettare noi stessi, gli altri non oseranno disprezzarci”. Proprio perché la pensa così è particolarmente severo riguardo alla condotta sociale dei suoi commessi.
Il fornaio Luo Da Tou benché abbia eccelse qualità nell'arrostire le anatre, conduce una vita dissoluta e indulge in ogni tipo di attività illegale. Lu Mengshi non lo stima, ma alla fine, quando Luo Datou sta per essere arrestato per possesso d'oppio, si addossa la colpa al posto suo. Luo Datou per questo suo gesto prova un'enorme gratitudine, ma Lu taglia corto ai ringraziamenti dicendo di averlo salvato perché è il miglior cuoco di anatre. Lu Mengshi tiene soprattutto al valore della persona umana, all'eguaglianza e alla dignità, dimostrando una coscienza moderna dei “diritti umani”.
Lu Mengshi sembra essere l'antitesi dei fratelli Tang, eredi dell'antica attività di famiglia fondata più di cinquant'anni prima, che hanno ben poca propensione ad addossarsi gli oneri del ristorante e sembrano non avere altri interessi se non sfruttare le risorse finanziarie dell'attività commerciale al cui successo non hanno affatto contribuito.

## Stile
Dal punto di vista della lingua, mentre in Cháguǎn l'autore caratterizza la parlata dei personaggi in base ai parametri del ceto sociale, del sesso, dell'età e dell'anzianità, i dialoghi di Tiānxià dì yī lóu attraverso determinate espressioni fanno sì che emergano dei precisi tratti comportamentali; grazie a queste espressioni si delineano il carattere e la personalità dei personaggi: l'autrice non è interessata al modo di parlare dei personaggi, ma piuttosto a cosa dicono.
Per il resto, l'opera si caratterizza per un linguaggio estremamente colloquiale e informale infarcito di espressioni dialettali, spesso piuttosto colorite, della parlata locale di Pechino, a cominciare dalla caratteristica del pechinese di aggiungere spesso a nomi personali e sostantivi il suffisso “儿 – er”. L'opera è infarcita di dialettismi e di detti popolari.

Il linguaggio dell'opera, infatti, è strettamente collegato alla quotidianità, alla routine giornaliera. Il linguaggio specialistico è quasi del tutto assente, ad eccezione di alcuni passaggi relativi ai metodi di preparazione di determinate pietanze, o alcune espressioni proprie dell'opera cinese.

I dialoghi contengono anche un gran numero di arcaismi (l'opera è ambientata negli anni venti del 1900), che tuttavia sono ben lontani dalla lingua effettivamente parlata a quel tempo.
In ultima analisi, la lingua dell'opera spesso contiene passaggi complessi che a causa dei loro continui dialettalismi, che contribuiscono a differenziare nettamente la lingua dell'opera dal cinese standard, potrebbero rendere la comprensione della lingua piuttosto difficile.

## Tematiche
Il raffronto fra Tiānxià dì yī lóu e Casa da tè (Cháguǎn 茶馆) di Lao She è piuttosto scontato. Queste due pièce teatrali, al di là delle evidenti differenze nella descrizione dei personaggi, nell'ambientazione storica e nell'approccio realista, sono entrambe imbevute dello stile di vita pechinese, ed hanno diversi punti in comune. Come in Cháguǎn di Lao She, il ristorante di He Jiping è un microcosmo che riassume la società cinese. Attraverso le porte del ristorante passano aristocratici manciù, studiosi impoveriti, ricchi mercanti, funzionari di governo, poliziotti e prostitute, personaggi del colorato scenario del primo periodo repubblicano. Chang Gui, il capo-cameriere, uno dei personaggi chiave in Il miglior ristorante del mondo, ricorda il proprietario di Cháguǎn di Lao She: entrambi lottano per mantenersi a galla e per far prosperare gli affari, lottando contro le avversità che li travolgono. La principale differenza rispetto a Cháguǎn è nel collegamento diretto tra destino individuale e situazione politica che si avverte in Lao She, mentre He Jiping lascia gli eventi politici – come la farsesca restaurazione della monarchia e l'avvicendarsi al governo dei signori della guerra – sullo sfondo.
Tiānxià dì yī lóu è un'opera tipica del Lìshǐ fǎnsī jù, in cui ciò che conta sono i dialoghi, l'evoluzione dei personaggi e la loro psicologia più che l'intreccio che, a parte pochi punti chiave, non sembra offrire una trama molto articolata.
Un altro importante aspetto da analizzare è il fatto che, essendo un'opera dove l'oggetto principale è il cibo, Il miglior ristorante del mondo fornisce preziosi strumenti di comprensione della cultura cinese. L'antropologo K.C. Chang ha fatto notare che “uno dei migliori modi per arrivare al cuore di una cultura è attraverso il suo stomaco”. Quest'approccio è particolarmente appropriato per la cultura cinese perché “poche altre culture sono orientate verso il cibo come quella cinese, e questo orientamento pare essere antico come la cultura cinese stessa”. Fin dai tempi di Confucio, la conoscenza di cibo e bevande è stata considerata una capacità fondamentale dei gentleman cinesi. Xiu Dingxin, l'erudito esperto di cibo, è un prodotto di questa tradizione.

L'arte culinaria è avvicinata alla vita stessa. Come spiega Xiu Dingxin, i cinque sapori (dolce, piccante, amaro, aspro e salato) che i cuochi usano per condire i loro piatti sono anche i sapori della vita, e la vita personale di Xiu è sicuramente fatta di molti sapori, di molte vicissitudini.
L'incapacità di controllare il proprio destino è un tema che percorre l'intera opera. Gli eventi finali (la morte di Chang Gui e l'arresto di Lu Mengshi) esemplificano questa condizione di precarietà, sottolineata nel distico che Lu consegna ai suoi ex-dipendenti come regalo d'addio: “Un bell'edificio alto: chi è il padrone e chi è l'ospite? In una vecchia casa a tre stanze, si è continuamente esposti ai capricci del destino”.
Persone come Lu Mengshi e Chang Gui, le cui vite sono intrecciate fin dall'inizio con i destini del ristorante, non saranno più, alla fine dell'opera, padroni delle sorti del «Fu ju de», che dalle sue umili origini di “vecchia casa a tre stanze” fino al palazzo enorme con pilastri dipinti e travi intarsiate, è comunque un edificio pericolante. La parola cinese “wei lou” che appare nel distico che Lu invia ai suoi commessi come regalo d'addio, che significa “un edificio alto” può anche significare “un edificio pericolante”.

Quest'opera che celebra i piaceri della vita, come il mangiare e il bere, finisce col commento “nessun banchetto dura per sempre”.

## Versione televisiva
Dal dramma è stata tratta una serie televisiva in 32 episodi dello stesso titolo, Tian Xia Di Yi Lou (天下第一楼), nota anche come The Number One Restaurant in China, andata in onda sul canale CCTV nel 2004. Sceneggiatori: He Jiping (何冀平), Guo Shi Xing (过士行), Du Jia Fu (杜家福); regia di Xia Gang.